# Sekar Mojo
Sekar Mojo is een bestuurslaag in het regentschap Pasuruan van de provincie Oost-Java, Indonesië. Sekar Mojo telt 6605 inwoners (volkstelling 2010).